# Василенкове
Василе́нкове — село в Україні, у Шевченківській селищній громаді Куп’янського району Харківської області. Населення становить 300 осіб станом на 23.09.2024 р. До 2020 орган місцевого самоврядування — Василенківська сільська рада.

## Географія
Село Василенкове знаходиться на лівому березі річки Великий Бурлук, вище за течією на відстані 3 км розташоване село Гетьманівка, нижче за течією на відстані 4 км розташоване село Базаліївка, на протилежному березі — село Олійникове (зняте з обліку). Річка в цьому місці звивиста, утворює стариці, лимани й озера. На південно-східній околиці села Балка Велики Кринки впадає у річку Великий Бурлук.

## Історія
1728 — дата заснування.
7 (20) листопада 1917 року, відповідно до.Третього Універсалу Української Центральної Ради, увійшло до складу Української Народної Республіки.
Під час організованого радянською владою Голодомору 1932—1933 років померло щонайменше 310 жителів села.
12 червня 2020 року, відповідно до Розпорядження Кабінету Міністрів України № 725-р «Про визначення адміністративних центрів та затвердження територій територіальних громад Харківської області», увійшло до складу Шевченківської селищної територіальної громади.
19 липня 2020 року, в результаті адміністративно-територіальної реформи та ліквідації Шевченківського району, село увійшло до складу новоутвореного Куп'янського району Харківської області.
Під час повномасштабного вторгнення росії село прибуло близько півроку в російській окупації. Було звільнене ЗСУ 10 вересня 2022 року.

## Економіка
- Сільськогосподарське ТОВ «8 Березня»
- «Агротехсервіс», мале ПП
- Фермерське господарство «Аргус»

## Об'єкти соціальної сфери
- Дитячий садок
- Школа I—II ст.
- Будинок культури
- Фельдшерсько-акушерський пункт

## Відомі люди
- Сухомлин Іван Михайлович (24.06.1923 — 29.01.2002) — уродженець села, учасник Другої світової війни з січня 1943 р., командир танкової роти 17-ї гвардійської танкової бригади, за мужність, проявлену в боях, удостоєний звання Герой Радянського Союзу з врученням ордена Леніна та медалі Золота Зірка (22.08.1944), після закінчення війни отримав вчене звання кандидата воєнних наук (1963), генерал-майор у відставці (1985), помер і похований в Москві.